# Cyclolobium
Genre
Cyclolobium est un genre de plantes à fleurs dicotylédones de la famille des Fabaceae, sous-famille des Faboideae, originaire d'Amérique du Sud, qui comprend cinq espèces acceptées.

## Liste d'espèces
Selon The Plant List (15 novembre 2018) :
- Cyclolobium blanchetianum Tul.
- Cyclolobium brasiliense Benth.
- Cyclolobium claussenii Benth.
- Cyclolobium louveira Chanc.
- Cyclolobium vecchii Hoehne